# Première campagne d'hiver
Ne doit pas être confondu avec Guerres russo-ukrainiennes.
Guerre d'indépendance ukrainienne
La première campagne d'hiver (6 décembre 1919 - 6 mai 1920) est une offensive des troupes ukrainiennes dans le contexte de la guerre civile russe. 

## Contexte
Les trois troupes ukrainiennes : « Zaporijjia » du général Andriï Houly-Houlenko, « Kiev » du général Iouriy Tioutiounnyk et « Volhynie » du général Oleksandr Zahrodsky,, sont sous le commandement de Mikhaïlo Omelianovitch-Pavlenko. L'Armée populaire ukrainienne décide une reprise des hostilités contre les troupes de l'Armée des volontaires.
La campagne de harcèlement porte ses fruits.

## Honneurs
La 28e brigade mécanisée d'Ukraine porte le nom de cette campagne.

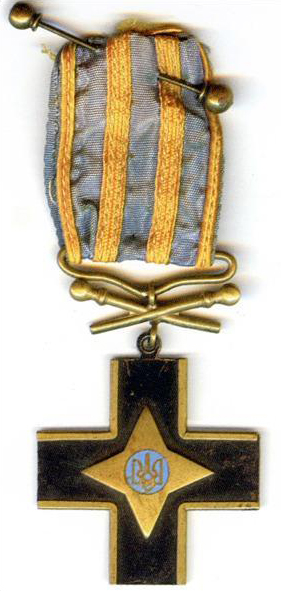
Croix de fer de la campagne.